# Lulu Reinhardt
Lulu Reinhardt (* 17. August 1951 in Forbach, Département Moselle; † 10. Februar 2014) war ein französischer Gitarrist und Komponist des Gypsy-Jazz.

## Leben und Wirken
Reinhardt wuchs in einer Manouche-Gemeinschaft auf, zunächst in seinem Geburtsort Forbach, dann im belgischen Verviers. Ersten Unterricht hatte er bei seinem Vater Noto, zunächst orientiert am Stil von Django Reinhardt. Mit zwölf Jahren hatte er erste Auftritte. Zu Beginn der 1970er-Jahre lebte die Reinhardt-Familie in der Eifel bei Euskirchen. Erste Aufnahmen entstanden mit dem Ensemble Romanesj, mit Haentsje und Bakro Rosenberg; 1976 wurde er Mitglied des Quintetts von Häns’che Weiss und wirkte im folgenden Jahr mit Weiss bei einer Tour mit Stéphane Grappelli mit. Ab 1978 spielte er im Quintett von Titi Winterstein. Mit dem Saxophonisten Dodi Schumacher bildete er eine Gruppe, um dann mit Rigo Winterstein ein Swingtett zu leiten, das zwei Jahrzehnte aktiv war und mehrere Alben vorlegte. Dann trat er mit Peter Petrel und mit seinem Gypsy Swingtett auf. Reinhardt schrieb auch eine Reihe von Kompositionen wie Lulu Swing, Noto Swing und Valse à Madame (mit Rigo Winterstein). Im Bereich des Jazz war er zwischen 1975 und 1987 an elf Aufnahmesessions beteiligt.
Django Station bezeichnet in seinem Nachruf Lulu Reinhardt mit seinem technisch virtuosen Spiel als Protagonisten der École allemande, die sich durch aggressive Attacken, Rollen der Akkorde, rhythmische Anlage und Virtuosität auszeichne.
Lulu Reinhardt ist nicht mit Lulo Reinhardt (* 1961) zu verwechseln.